# 如虎添翼
《如虎添翼》（日语：虎に翼），為日本放送協會於2024年4月1日起播出的第110部晨間劇，由NHK綜合頻道（AK局）拍攝製作，伊藤沙莉主演。台灣由緯來日本台於2024年11月11日起，在每週一至週五晚間九點時段播出（一日播出內容，相當於日本的三集進度）。

## 企劃與製作
本劇以「日本首位女性法官及女性律師之一」的三淵嘉子相關事蹟為藍本，故事背景設定在昭和時期，女主角豬爪寅子考取明律大學新設女子專科法律系，而後考上司法省高等公務員考試，成為日本多位考上律師的女性文官之一。豬爪寅子進入法院工作後遇上二戰爆發，之後為了幫助戰後遇到困難的民眾，她向司法省提交擔任法官的申請，但被駁回。她隨即參與了日本民法及家事審判法的立法和司法部家事法院的設立，在昭和24年（1949年）法務廳准許後，成為日本首位女性家事法院法官。
本劇原文劇名「如虎添翼」來自中國歷史諸子百家之一法家韓非的“毋為虎傅翼，飛入邑，擇人而食之”的成語典故，如同老虎長了翅膀，比喻強大的事物更加強大之意。劇中主人翁的名字「寅子」加上其暱稱「虎妹」，均取材自史實中三淵嘉子出生的生肖年虎年，該年於日本被稱為“虎間”。而法律制定人們生活的大小事，猶如強大力量的守護神保護土地上的人民。

## 登場人物

### 主角
- 豬爪寅子→佐田寅子：伊藤沙莉

本劇主角。於虎年出生，綽號「虎妹」（トラちゃん，「トラ」為日語「虎」的發音，也對應寅子在虎年出生的雙關義）。
寅子有兩段婚姻，第一段婚姻的丈夫為佐田優三，丈夫上戰場前懷有優三的孩子-優未並且生下她，不過優三因二戰而過世，第二段婚姻的丈夫為星航一，寅子前往新潟籌備家事法院的時候，與航一相遇，並對航一有好感，隨後日久生情，就與航一結『事實婚』，但寅子決定保留第一任丈夫『佐田』的姓氏，沒有改冠航一的姓氏。

### 豬爪家
- 豬爪春（猪爪はる）：石田百合子

寅子的母親。擅長做飯及家務整理，完美管理豬爪家的家計及家務事。因性格較現實，希望寅子早點結婚，但也會給予追夢的寅子嚴格的建議。
- 豬爪直言：岡部崇

寅子的父親。就職於銀行，是位擁有2名孩子的溫柔父親，大部分的事情都會笑著原諒。為夢想學習法律的寅子支持加油打氣。
- 豬爪直道：上川周作

寅子的哥哥。是位關心妹妹的好兄長。對寅子的好友花江一見鍾情並訂了婚。雖然很擔心妹妹的婚姻，但是希望她去做自己喜歡的事。
- 豬爪直明：三山凌輝

寅子的弟弟。性格單純且為家人著想，責任感強烈，為了支持家計可以犧牲自己。
- 米谷花江：森田望智

寅子女學校的同班同學。與寅子的哥哥有婚約。
- 佐田優三：仲野太賀

在寅子家寄宿的考生。早年父母雙亡，憧憬曾經是律師的父親而進入大學，但是一直無法通過司法部高等公務員考試。白天在銀行上班，晚上在大學努力學習，後來與寅子結婚，卻因二戰受到國家徵兵的關係征戰沙場，最後則因染病不幸身故。

### 明律大學的夥伴們
- 山田子（山田よね）：土居志央梨

男裝打扮的女子。不想和任何同學成群結隊。對女性進入社會有著堅定的信念。
- 櫻川涼子：櫻井由紀

華族的大小姐，時尚和行為足夠上雜誌的有名人物。擁有曾經在海外生活的經驗，英語流利、成績優秀。
- 大庭梅子：平岩紙

寅子的同學中年齡最大的學生。丈夫是位律師，家裡有3名小孩。
- 崔香淑：夏沇秀

來自朝鮮半島的留學生、日語流利。在東京帝國大學就讀法律的哥哥的建議下，進入明律大學女子部就讀。
- 轟太一：戶塚純貴

寅子她們從女子部進入法律部時遇到的男學生。
- 花岡悟：岩田剛典

善於交際，學生中的中心人物。很受女性歡迎，連寅子也很在意。

### 「法律世界」的前輩們
- 桂場等一郎：松山研一

注重司法獨立的法官。對寅子等女性學習法律抱有疑問。在"法律世界"裡是厲害的前輩，但其實愛吃甜食。
- 穗高重親：小林薰

著名法學家。致力於女子教育，盡心創辦明律大學女子部並任教。是寅子在"法律世界"的終生導師。

### 學習法律的寅子遇到的人們
- 櫻川壽子：筒井真理子

涼子的母親。
- 櫻川侑次郎：中村育二

涼子的父親。入贅女婿。
- 笹山：田中要次

壽司職人。「笹壽司」的老闆。法庭旁聽迷。
- 竹中次郎：高橋努

新聞記者。
- 久保田聰子：小林涼子

寅子的前輩。
- 中山千春：安藤輪子

與聰子同樣是女子部的一期生。
- 雲野六郎：塚地武雅

雲野法律事務所的代表。

### 引導寅子的命運的人們
- 星航一：岡田將生

法官，與寅子進行『事實婚』儀式，成為寅子的第二任丈夫。
- 汐見圭：平埜生成

多岐川的得力助手，與多岐川一起為了設立家庭法庭到處奔走。
- 稻：田中真弓

在花江的老家・米谷家工作的佣人。
- 久藤賴安：澤村一樹

相信寅子有能力成為法官，並提供幫助。
- 多岐川幸四郎：瀧藤賢一

寅子的上司。

## 播出日程
| 週次                                                    | 集數     | 播出日期             | 日文標題 | 中文標題                 | 編劇       | 導演     | 收視率 |
| ------------------------------------------------------- | -------- | -------------------- | -------- | ------------------------ | ---------- | -------- | ------ |
| 1                                                       | 1－5     | 2024年4月1日－4月5日 |          | 女子聰慧，反倒壞事？     | 吉田惠里香 | 梛川善郎 | 16.2%  |
| 2                                                       | 6－10    | 4月8日－4月12日      |          | 女子三人，難免吵鬧？     | 16.4%      | 梛川善郎 |        |
| 3                                                       | 11－15   | 4月15日－4月19日     |          | 女子一生，何處是家？     | 橋本萬葉   | 16.5%    |        |
| 4                                                       | 16－20   | 4月22日－4月26日     |          | 女子低身，男子昂首？     | 梛川善郎   | 16.3%    |        |
| 5                                                       | 21－25   | 4月29日－5月3日      |          | 晨雨將至，女子挽袖？     | 安藤大佑   | 15.8%    |        |
| 6                                                       | 26－30   | 5月6日－5月10日      |          | 女子一心，金石爲開？     | 安藤大佑   | 16.5%    |        |
| 7                                                       | 31－35   | 5月13日－5月17日     |          | 女子心思，變幻莫測？     | 梛川善郎   | 16.6%    |        |
| 8                                                       | 36－40   | 5月20日－5月24日     |          | 女子福氣，僅止於此？     | 橋本萬葉   | 16.5%    |        |
| 9                                                       | 41－45   | 5月27日－5月31日     |          | 男子勇魄，女子和婉？     | 安藤大佑   | 17.0%    |        |
| 10                                                      | 46－50   | 6月3日－6月7日       |          | 女子小聰明，難登大雅堂？ | 梛川善郎   | 16.7%    |        |
| 11                                                      | 51－55   | 6月10日－6月14日     |          | 女子與小人，果真難養也？ | 梛川善郎   | 17.3%    |        |
| 12                                                      | 56－60   | 6月17日－6月21日     |          | 家中無女子，豈能暖冷爐？ | 安藤大佑   | 17.2%    |        |
| 13                                                      | 61－65   | 6月24日－6月28日     |          | 女子如塵埃，須從廢墟拾？ | 橋本萬葉   | 17.2%    |        |
| 14                                                      | 66－70   | 7月1日－7月5日       |          | 女子養百日，不如馬十天？ | 梛川善郎   | 17.3%    |        |
| 15                                                      | 71－75   | 7月8日－7月12日      |          | 女子如山神，竟坐高堂上？ | 伊集院悠   | 17.1%    |        |
| 16                                                      | 76－80   | 7月15日－7月19日     |          | 女子影猶在，花能再開否？ | 梛川善郎   | 17.2%    |        |
| 17                                                      | 81－85   | 7月22日－7月26日     |          | 女子情似海，豈能生惡念？ | 相澤一樹   | 17.3%    |        |
| 18                                                      | 86－90   | 7月29日－8月2日      |          | 兒孫縱滿堂，女子仍難信？ | 橋本萬葉   | 16.7%    |        |
| 19                                                      | 91－95   | 8月5日－8月9日       |          | 女子若有才，世人何必懼？ | 梛川善郎   | 15.9%    |        |
| 20                                                      | 96－100  | 8月12日－8月16日     |          | 男子撐家計，女子理家事？ | 梛川善郎   | 17.0%    |        |
| 21                                                      | 101－105 | 8月19日－8月23日     |          | 女子再嫁，便是不貞？     | 酒井悠     | 17.1%    |        |
| 22                                                      | 106－110 | 8月26日－8月30日     |          | 女子得珍愛，家業自昌盛？ | 橋本萬葉   | 17.6%    |        |
| 23                                                      | 111－115 | 9月2日－9月6日       |          | 女子初溫婉，轉眼飛如兔？ | 梛川善郎   | 17.2%    |        |
| 24                                                      | 116－120 | 9月9日－9月13日      |          | 女子若盈門，家業豈不傾？ | 梛川善郎   | 17.1%    |        |
| 25                                                      | 121－125 | 9月16日－9月20日     |          | 女子才滿腹，何以居人後？ | 橋本萬葉   | 16.3%    |        |
| 26                                                      | 126－130 | 9月23日－9月27日     |          | 如虎添翼                 | 梛川善郎   | 17.0%    |        |
| 平均收視率16.8%（收視率由Video Research於關東地區統計） |          |                      |          |                          |            |          |        |

## 製作人員
- 編劇：吉田惠里香
- 配樂：森優太
- 主題曲：米津玄師（Sony Music Labels）[3]
- 旁白：尾野真千子
- 導演：椰川善郎、安藤大佑、橋本萬葉、伊集院悠、相澤一樹、酒井悠
- 製作人：石澤薰
- 製作統籌：尾崎裕和

## 獲獎
| 年份   | 名稱              | 獎項           | 入圍者／得獎者                                           | 結果 |
| ------ | ----------------- | -------------- | -------------------------------------------------------- | ---- |
| 2024年 | 第121回日劇學院賞 | 最佳作品       | 如虎添翼                                                 | 提名 |
| 2024年 | 第121回日劇學院賞 | 最佳女主角     | 伊藤沙莉                                                 | 獲獎 |
| 2024年 | 第121回日劇學院賞 | 最佳男配角     | 松山研一                                                 | 提名 |
| 2024年 | 第121回日劇學院賞 | 最佳女配角     | 土居志央梨                                               | 獲獎 |
| 2024年 | 第121回日劇學院賞 | 最佳女配角     | 石田百合子                                               | 提名 |
| 2024年 | 第121回日劇學院賞 | 最佳電視劇歌曲 | 《再見，後會有期！（さよーならまたいつか!）》米津玄師    | 獲獎 |
| 2024年 | 第121回日劇學院賞 | 最佳導演       | 椰川善郎、安藤大佑、橋本萬葉、伊集院悠、相澤一樹、酒井悠 | 提名 |
| 2024年 | 第121回日劇學院賞 | 最佳劇本       | 吉田惠里香                                               | 提名 |

## 外部連結
- NHK官方網站 （页面存档备份，存于）
- 緯來日本台官方網站 （页面存档备份，存于）
- YouTube上的【女法官大人-如虎添翼】播放列表

| 日本 NHK 連續電視小說                     | 日本 NHK 連續電視小說                   | 日本 NHK 連續電視小說 |
| ----------------------------------------- | --------------------------------------- | --------------------- |
|                                           | 如虎添翼 （2024年4月1日－9月27日）      |                       |
| 布基烏基 （2023年10月2日－2024年3月29日） | 御飯糰 （2024年9月30日－2025年3月28日） |                       |

| 臺灣 緯來日本台 每週一至五 21:00 - 22:00（UTC+8） | 臺灣 緯來日本台 每週一至五 21:00 - 22:00（UTC+8） | 臺灣 緯來日本台 每週一至五 21:00 - 22:00（UTC+8） |
| ------------------------------------------------- | ------------------------------------------------- | ------------------------------------------------- |
|                                                   | 女法官大人 （2024年11月11日－2025年1月9日）       |                                                   |
| 海的開始 （2024年10月24日－11月8日）              | Monster （2025年1月10日－1月24日）                |                                                   |